# Bá tước xứ Lancaster

Huy hiệu của Bá tước xứ Lancaster

Bá tước xứ Lancaster (tiếng Anh: Earl of Lancaster) là một tước vị thuộc Đẳng cấp quý tộc Anh, được tạo ra ở Anh vào năm 1267. Nó được nâng lên thành Công tước xứ Lancaster vào năm 1351, và bị bãi bỏ vào năm 1361. Việc tạo ra tước hiệu công tước xứ Lancaster gần đây nhất đã được hợp nhất với Vương miện vào năm 1413, có nghĩa là người giữ vị trí quân chủ Vương quốc Anh sẽ kiêm luôn Công tước xứ Lancaster.
Vua Henry III của Anh đã tạo ra Lãnh địa Bá tước Lancaster và trao cho con trai thứ hai của ông, Edmund Crouchback, vào năm 1267. Edmund đã được trao thêm tước hiệu Bá tước xứ Leicester vào năm 1265 sau Chiến tranh Nam tước thứ hai và cái chết của người anh rể nổi loạn của nhà vua là Simon de Montfort, Bá tước thứ 6 của Leicester, các vùng đất sau này, bao gồm cả lâu đài Kenilworth ở Warwickshire, đã được trao cho ông.
Khi con trai của Edmund là Thomas, Bá tước thứ 2 của Lancaster, thừa kế thêm tài sản và tước vị của cha vợ Henry de Lacy, Bá tước thứ 3 của Lincoln, ông đột ngột trở thành nhà quý tộc quyền lực nhất nước Anh, với các vùng đất trên toàn vương quốc và khả năng thành lập các đội quân tư nhân rộng lớn để nắm giữ quyền lực ở cấp quốc gia và địa phương. Điều này đã khiến ông cùng em trai của anh ta là Henry, Bá tước thứ 3 của Lancaster - xung đột với người anh em họ đầu tiên của họ là Vua Edward II của Anh, dẫn đến việc Thomas bị hành quyết. Henry kế thừa tước vị của Thomas và ông cùng con trai Henry của Grosmont, Công tước thứ nhất của Lancaster, đã phục vụ trung thành cho con trai của Vua Edward III của Anh (con trai của Vua Edward II).